# Solitaire du Figaro
Die Regatta Solitaire du Figaro (etwa: Einhandregatta des Figaro), vollständig Solitaire du Figaro Paprec, früher Course de l’Aurore (Regatta von L’Aurore bzw. Regatta der Morgenröte), ist eine seit 1970 jährlich durchgeführte Einhand-Segelregatta, die in drei bis vier Etappen auf dem Atlantischen Ozean vor Frankreich und oft mit einzelnen Etappenzielen in Spanien oder Irland ausgetragen wird. Die Regatta gilt in Frankreich als eine der klassischen, hochangesehenen Einhand(hochsee)regatten, an der jedes Mal berühmte Einhandregattasegler teilnehmen. Daneben steht die Regatta aber auch Amateuren offen.
Die Regatta beginnt jedes Jahr gegen Ende August von einem französischen Hafen. Die zu segelnde Gesamtroute ist in der Regel zwischen 1500 und 2000 Seemeilen lang und wird in mehrere Etappen von etwa 10 bis 13 Tagen Segelstrecke unterteilt. Seit 1990 werden in der Regatta nur baugleiche Segelboote verwendet.

## Geschichte
Die Solitaire du Figaro wurde 1970 von Jean-Louis Guillemard und Jean-Michel Barrault ins Leben gerufen.
Ihren Namen erhielt die Regatta von ihrem Hauptsponsor. Bis 1979 wurde sie von der Zeitschrift L’Aurore getragen und trug daher den Namen Course de l’Aurore. 1980 kaufte die Tageszeitung Le Figaro L’Aurore auf und wurde Hauptsponsor, weshalb die Regatta den Namen Solitaire du Figaro erhielt, unter dem sie seither bekannt ist. Zwar gibt es seit 2003 Co-Sponsoren, zunächst bis 2007 Alain Afflelou und seit 2008 den Autohersteller Suzuki. Die entsprechenden offiziellen Namen La Solitaire Afflelou Le Figaro bzw. La Solitaire du Figaro Suzuki konnten sich jedoch nicht im normalen Sprachgebrauch etablieren. Das französische Recyclingunternehmen Paprec ist seit 2022 Hauptsponsor der Regatta und seit 2023 zusätzlich namensgebender Sponsor; daher die derzeitige Bezeichnung Solitaire du Figaro Paprec.

## Boote
Für die Regatta wurden zunächst in Serie gebaute Boote benutzt. Seit 1977 wurden Halb-Tonner (9m-IOR-Prototypen) eingesetzt. Seit 1991 werden baugleiche Boote verwendet; den Anfang machte das Figaro Bénéteau (inzwischen Figaro Bénéteau I genannt), das von der Gruppe Finot und Jean Berret gezeichnet ist, ab 2003 stieg die Regatta auf das Figaro Bénéteau II um, eine modernisierte und leistungskräftigere Version des Vorgängerbootes.

## Die einzelnen Regatten seit 1970

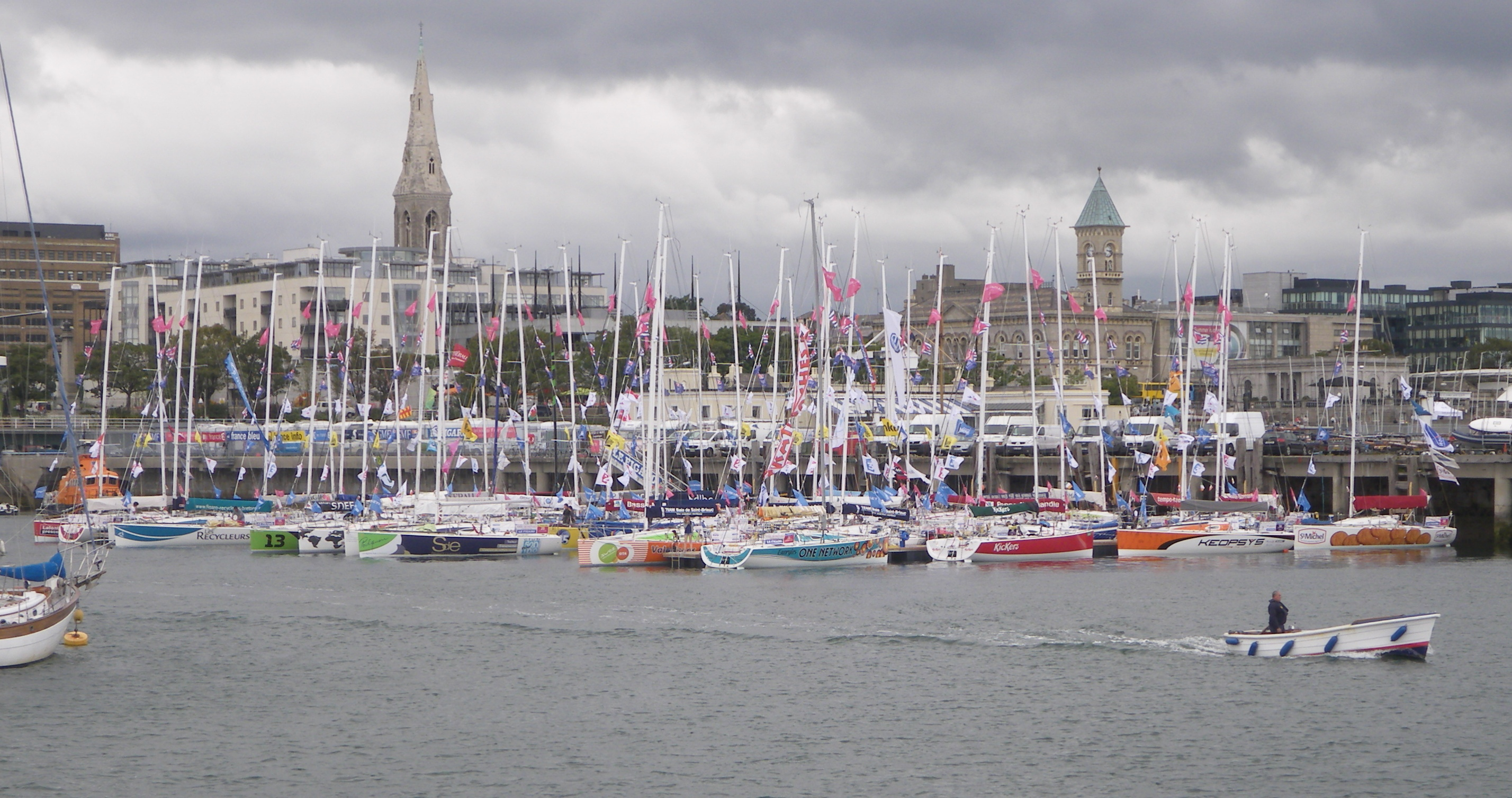
Flotte 2011, Dún Laoghaire

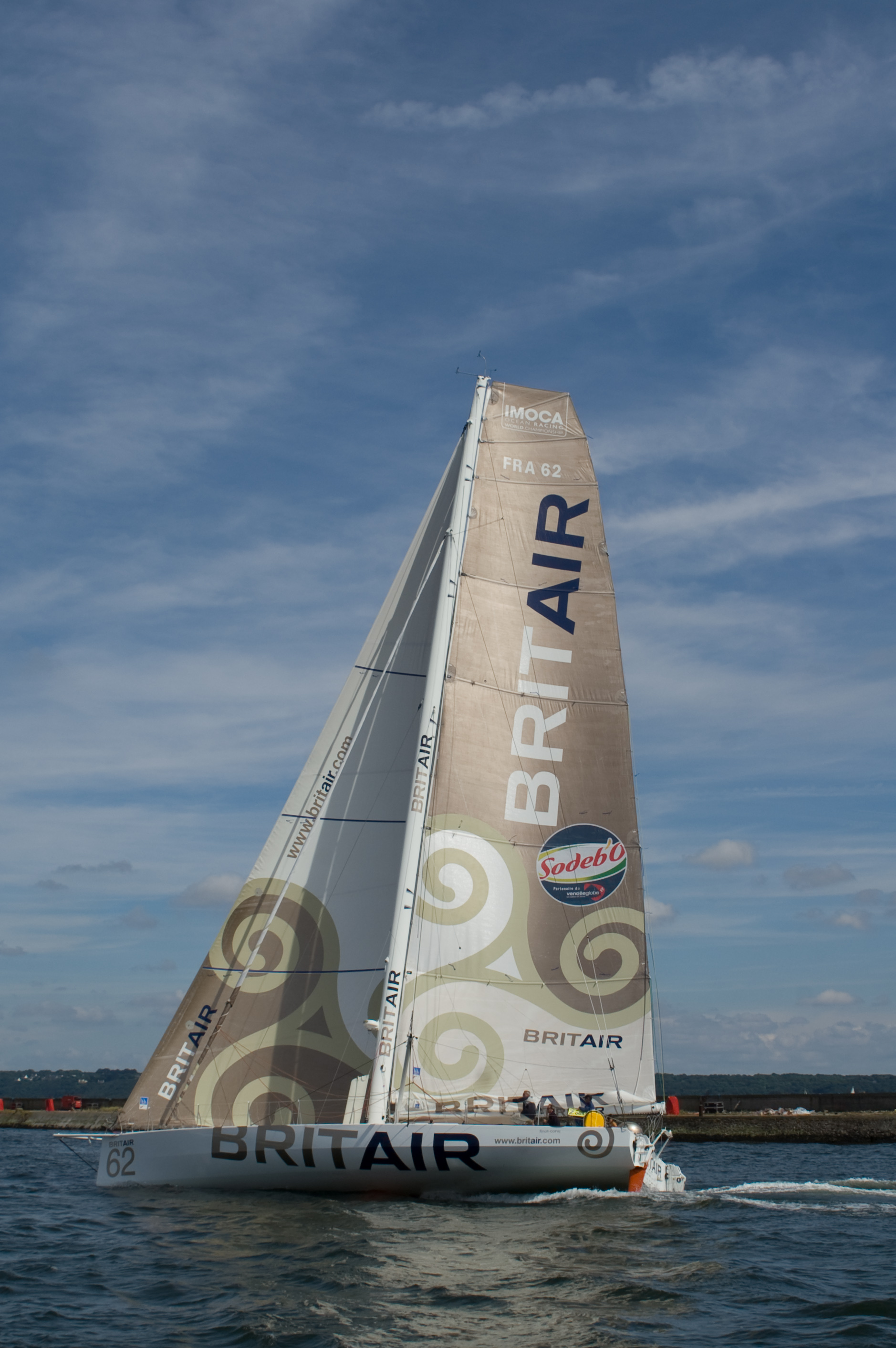
Britair, das Boot von Armel Le Cléac’h (Sieger 2010)

Angegeben sind die Gewinner, deren Bootsname/Sponsor sowie die von ihnen gesegelte Zeit über alle Etappen. Sofern weitere Platzierte aufgeführt sind, ist die ihnen folgende Zeitangabe ihr Rückstand auf den Gewinner.
- 2024 Start am 25. August. Etappen: Rouen – Gijón (Spanien) via Wolf Rock Lighthouse (England), 615 sm; Gijón – Royan via Kap Finisterre, 605 sm (Vor dem Start der zweiten Etappe wurde die Strecke aufgrund von Wetterbedingungen auf 515 sm verkürzt durch Festlegung der Sisargas-Inseln als Wendepunkt anstelle des Kap Finisterres.);[4] Royan – La Turballe via Île-de-Sein und Skerries Bank beim Start Point Lighthouse (England), 620 sm. Auf der ersten Etappe bestand mit einem Start fünfzehn Minuten nach dem Hauptrennen erstmals die Teilnahmemöglichkeit für Nachwuchssegler unter dem Namen Le Défi PAPREC.[5]

1. Tom Dolan (Smurfit Kappa – Kingspan) 10 Tage 12 Stunden 59 Minuten 23 Sekunden[6]
2. Loïs Berrehar (Skipper Macif 2022) + 25 Min 38 Sek
3. Gaston Morvan (Région Bretagne – CMB Performance) + 35 Min 15 Sek

- 2023[7] Start am 27. August. Etappen: Caen – Kinsale (Irland), 610 sm; Kinsale – Baie de Morlaix, 570 sm; Baie de Morlaix – Piriac-sur-Mer, 470 sm

1. Corentin Horeau (Banque Populaire) 11 Tage 12 Stunden 59 Minuten 10 Sekunden
2. Basile Bourgnon (Edenred) + 10 Min 52 Sek
3. Loïs Berrehar (Skipper Macif 2022) + 27 Min 11 Sek

[...]
- 2011 (31. Juli): Jérémie Beyou[8] (BPI): 257 Std 08 Min 41 Sek
  - 2. Platz: Fabien Delahaye (Port de Caen Ouistreham) + 0 Std 34 Min 43 Sek
  - 3. Platz: Erwan Tabarly (Nacarat) + 1 Std 7 Min 59 Sek
  - isg. 47 Teilnehmer
  - Etappen: Perros-Guirec – Caen [320 Seemeilen]; Caen – Dún Laoghaire [470 Sm]; Dún Laoghaire – Les Sables-d’Olonne [475 Sm]; Les Sables-d’Olonne – Dieppe [430 Sm]
- 2010 (27. Juli): Armel Le Cléac’h[9] (Britair): 252 Std 55 Min 3 Sek (2. Sieg nach 2003)
  - 2. Platz: François Gabart (Skipper MACIF 2010) + 1 Std 28 Min 8 Sek
  - 3. Platz: Corentin Douguet (E.Leclerc Mobile) + 2 Std 36 Min 40 Sek
  - isg. 45 Teilnehmer
  - Etappen: Le Havre – Gijón (Spanien) [515 Seemeilen]; Gijón – Brest [418 Sm]; Brest – Kinsale (Irland) [349 Sm]; Kinsale – Cherbourg [435 Sm]
- 2009 (30. Juli): Nicolas Lunven (CGPI): 285 Std 56 Min 55 Sek
  - 2. Platz Yann Éliès (Generali) + 20 Min 29 Sek
  - 3. Platz: Frédéric Duthil (Bbox Bouygues Télécom) + 26 Min 24 Sek (drittes Jahr in Folge auf Medaillenrang)
  - isg. 52 Teilnehmer
  - Etappen: Lorient – La Coruña (Spanien) [345 Seemeilen]; La Coruña – Saint-Gilles-Croix-de-Vie [365 Sm]; Saint-Gilles-Croix-de-Vie – Dingle [485 Sm]; Dingle – Dieppe [511 Sm]
- 2008 (25 Juli): Nicolas Troussel (Financo, Frankreich): 226 Std 32 Min 51 Sek (Troussel beendete die windarme erste Etappe mit einem extrem großen und letztlich nicht mehr einholbaren Vorsprung von fast 6 Stunden)[10]
  - 2. Platz: Gildas Morvan (Cercle Vert, Frankreich) + 2 Std 22 Min 15 Sek
  - 3. Platz: Frédéric Duthil (Distinxion, Frankreich) + 3 Std 34 Min 38 Sek
  - isg. 50 Teilnehmer
  - Etappen: La Rochelle – Vigo (Spanien) [verkürzt auf 320 Seemeilen]; Vigo – Cherbourg-Octeville [575 Sm]; Cherbourg-Octeville – l’Aber-Wrac’h [verkürzt auf 471 Sm]

- 2007 (29. Juli): Michel Desjoyeaux[11] (Foncia; Frankreich): 247 Std 20 Min 47 Sek [erster Segler, der die Regatta zum dritten Mal gewinnt; 10. Regattateilnahme von Desjoyeaux]
  - 2. Platz: Frédéric Duthil (Distinxion, Frankreich) + 26 Min 38 Sek
  - 3. Platz: Corentin Douguet (Leclerc/Bouygues Telecom, Frankreich) + 1 Std 3 Min 50 Sek
  - isg. 50 Teilnehmer
  - Etappen: Caen – Crosshaven (Irland) [425 Seemeilen]; Crosshaven – Brest [344 Sm]; Brest – La Coruña (Spanien) [verkürzt auf 542 Sm]; La Coruña – Les Sables-d’Olonne [355 Sm] (mit starken Winden bis 50 Knoten auf den letzten beiden Etappen)
- 2006 (6. August): Nicolas Troussel (Financo, Frankreich): 12 T 9 Std 1 Minute 56 Sekunden
  - 2. Platz: Thierry Chabagny (Littoral, Frankreich) + 1 Std 56 Min 55 Sek
  - 3. Platz: Gérald Véniard  (Scutum, Frankreich) + 3 Std 55 Min 28 Sek
  - (4. Platz: Armel Le Cléac’h, Gewinner 2003 und 2010)
  - isg. 44 Teilnehmer
  - Etappen: Cherbourg-Octeville – Santander (Spanien) [590 Seemeilen]; Santander – Saint-Gilles-Croix-de-Vie [314 Sm]; Saint-Gilles-Croix-de-Vie – Dingle (Irland) [549 Sm]; Dingle – Concarneau [449 Sm]
- 2005: Jérémie Beyou[12] (Delta Dore; Frankreich) 248 Std 49 Min 20 Sek
  - Zweiter Platz: Michel Desjoyeaux (Géant; Frankreich) + 1 Std 20 Min 54 Sek
  - 3. Platz Kito de Pavant (Groupe Bel; Frankreich) + 1 Std 58 Min 41 Sek
  - isg. 46 Teilnehmer, 42 davon erreichten das Ziel
  - Etappen: Perros-Guirec – Getxo-Bilbao (Spanien) [390 Seemeilen]; Getxo-Bilbao – La Rochelle [368 Sm]; La Rochelle – Cork (Irland) [456 Sm]; Cork – Talmont-Saint-Hilaire [496 Sm]
- 2004: Charles Caudrelier (Bostik Findley): 220 Std 53 Min 54 Sek
  - 2. Platz: Yann Éliès (Groupe Generali Assurances) + 52 Min 35 Sek
  - 3. Platz Jérémie Beyou (Delta Dore) + 1 Std 24 Min 35 Sek
  - isg. 52 Teilnehmer, kein Abbruch
  - Etappen: Caen – Portsmouth; Portsmouth – Saint-Gilles-Croix-de-Vie; Saint-Gilles-Croix-de-Vie – Gijón (Spanien); Gijón – Quiberon = 1373 Seemeilen
- 2003: Armel Le Cléac’h (Créaline): 327 Std 08 Min 19 Sek
  - 2. Platz (+ 13 Sek): Alain Gautier (Foncia) (Sieger 1989)
  - 3. Platz (+ 1 Std 26 Min 17 Sek): Michel Desjoyeaux (Géant)
  - isg. 42 Teilnehmer, kein Abbruch
  - Etappen: Les Sables-d’Olonne – Getxo/Bilbao (Spanien); Getxo/Bilbao – La Rochelle; La Rochelle – Dingle (Irland); Dingle – Saint-Nazaire = 1979 Seemeilen

- 2002: Kito de Pavant[13]
- 2001: Éric Drouglazet
- 2000: Pascal Bidégorry

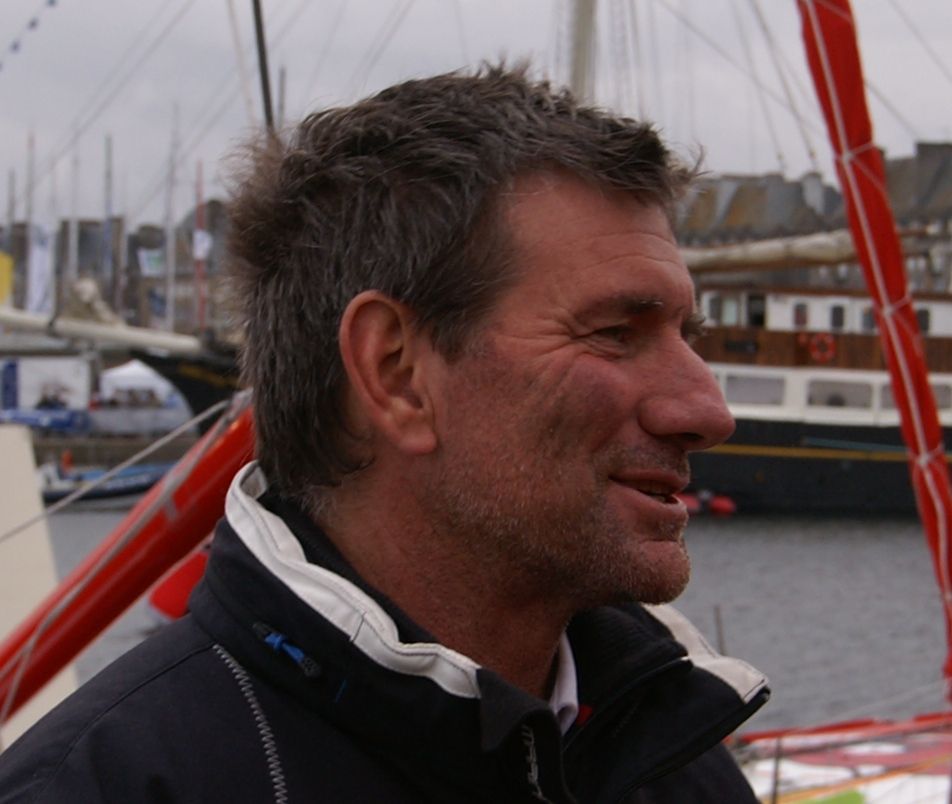
Sieger 2002: Kito de Pavant (Bild vor der Route du Rhum 2010)

- 1999: Jean Le Cam (bereits Sieger 1994 und 1996)
- 1998: Michel Desjoyeaux[14]
- 1997: Franck Cammas
- 1996: Jean Le Cam[15] (auch Sieger 1994 und 1996)
- 1995: Philippe Poupon[16] (bereits Sieger 1982 und 1985)
- 1994: Jean Le Cam[17]
- 1993: Dominic Vittet
- 1992: Michel Desjoyeaux[18]
- 1991: Yves Parlier
- 1990: Laurent Cordelle
- 1989: Alain Gautier[19] auf Concorde, Andrieu 89.
- 1988: Laurent Bourgnon[20] auf Saint-Brévin, Joubert Nivelt 82.
- 1987: Jean-Marie Vidal[21] auf Eterna, Joubert Nivelt 82.
- 1986: Christophe Auguin[22] auf Normerel, Joubert Nivelt 82.
- 1985: Philippe Poupon auf Fleury Michon, Andrieu 85. (auch Sieger 1982 und 1995)
- 1984: Christophe Cudennec auf Presqu’ile de Crozon, Andrieu 84.
- 1983: Lionel Péan auf Hitachi, Joubert Nivelt 82.
- 1982: Philippe Poupon auf GibSea+4, GibSea plus 90.
- 1981: Sylvain Rosier[23] auf Chantier Pichavant, Joubert Nivelt 81.
- 1980: Gilles Gahinet[24] auf Port de Pornic, Gahinet. (bereits Sieger 1977)
- 1979: Patrick Éliès auf Chaussettes Olympia, Eglantine (JM Finot)
- 1978: Gilles Le Baud auf Kelt-La Concorde, Berret.
- 1977: Gilles Gahinet auf Rallye, Ron Holland.
- 1976: Guy Cornou auf C Cook, Mallard 9m.
- 1975: Guy Cornou auf Jabadao, Clipper MC (Mauric).
- 1974: Eugène Riguidel auf Radial, Bes.
- 1973: Gilles Le Baud[25] auf Araok Atao.
- 1972: Jean-Marie Vidal auf Cap 33, Super Arlequin (Mauric).
- 1971: Michel Malinovsky auf Rousslane, Centurion.
- 1970: Joan de Kat